# Comazzo

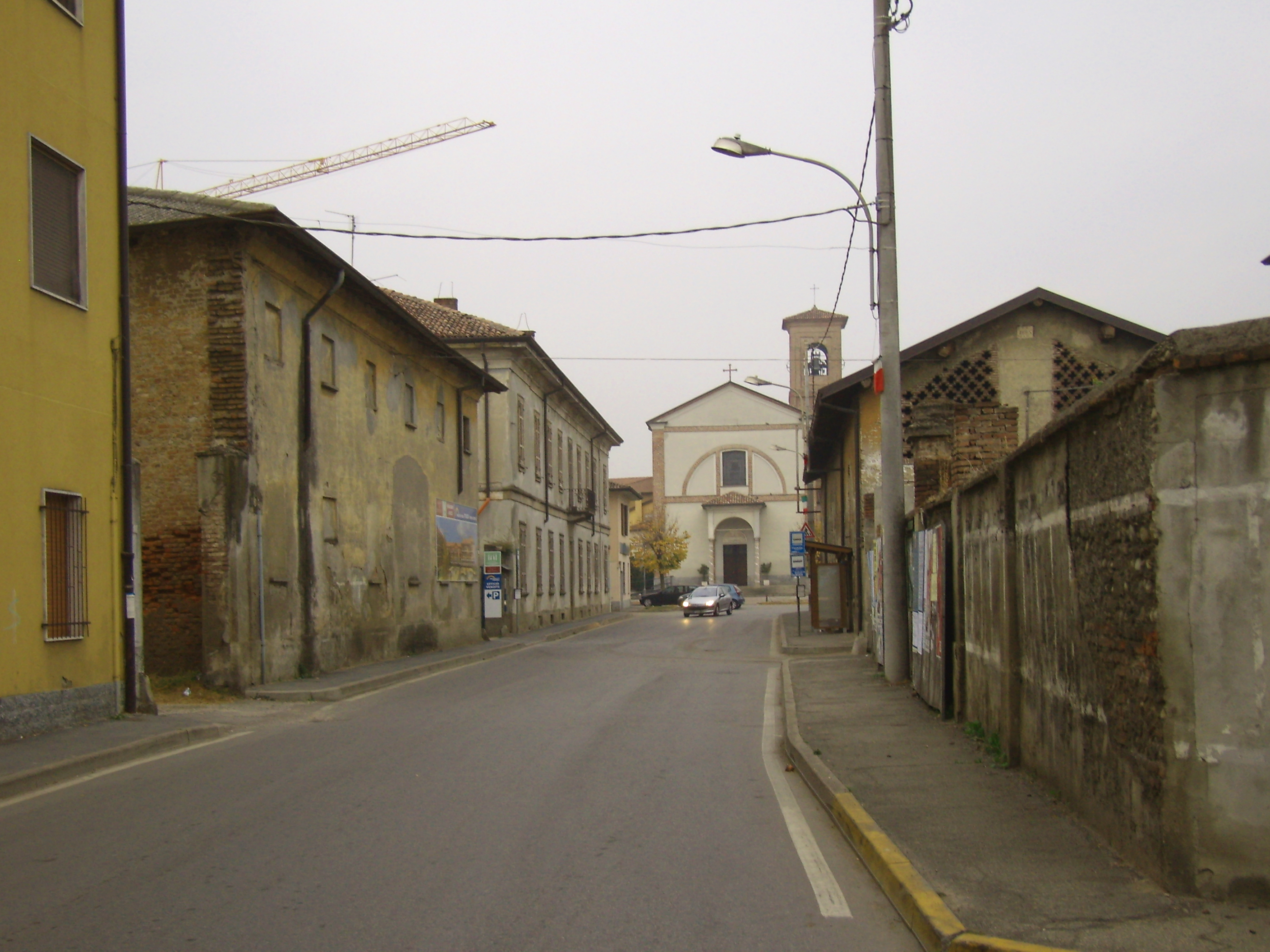

Comazzo is een gemeente in de Italiaanse provincie Lodi (regio Lombardije) en telt 1530 inwoners (31-12-2004). De oppervlakte bedraagt 12,7 km², de bevolkingsdichtheid is 122 inwoners per km².
De volgende frazioni maken deel uit van de gemeente: Lavagna.

## Demografie
Comazzo telt ongeveer 587 huishoudens. Het aantal inwoners steeg in de periode 1991-2001 met 25,0% volgens cijfers uit de tienjaarlijkse volkstellingen van ISTAT.
| Jaar | Inwoneraantal |
| ---- | ------------- |
| 1991 | 1173          |
| 2001 | 1466          |

## Geografie
Comazzo grenst aan de volgende gemeenten: Truccazzano (MI), Rivolta d'Adda (CR), Liscate (MI), Settala (MI), Merlino (LO).